# ميازاكي يوزنساي

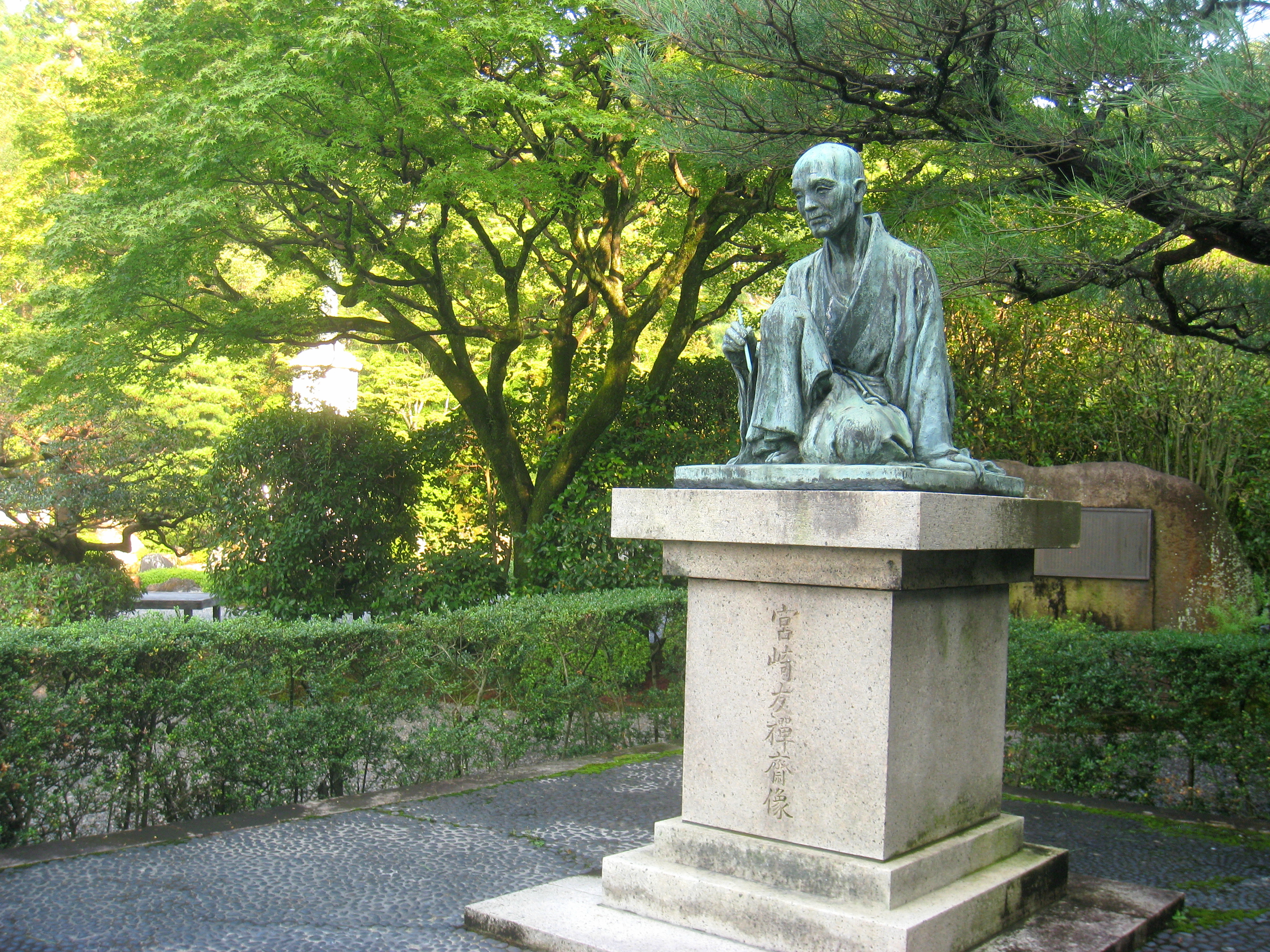
يوزن ميازاكي

ميازاكي يوزينساي (宮 崎 友 禅 斎) هو رسام ياباني على المراوح ومصمم زخارف الكيمونو، من مدينة كيوتو باليابان. ولد سنة 1654 وتوفي في 21 جويلية 1736.

## التقنية

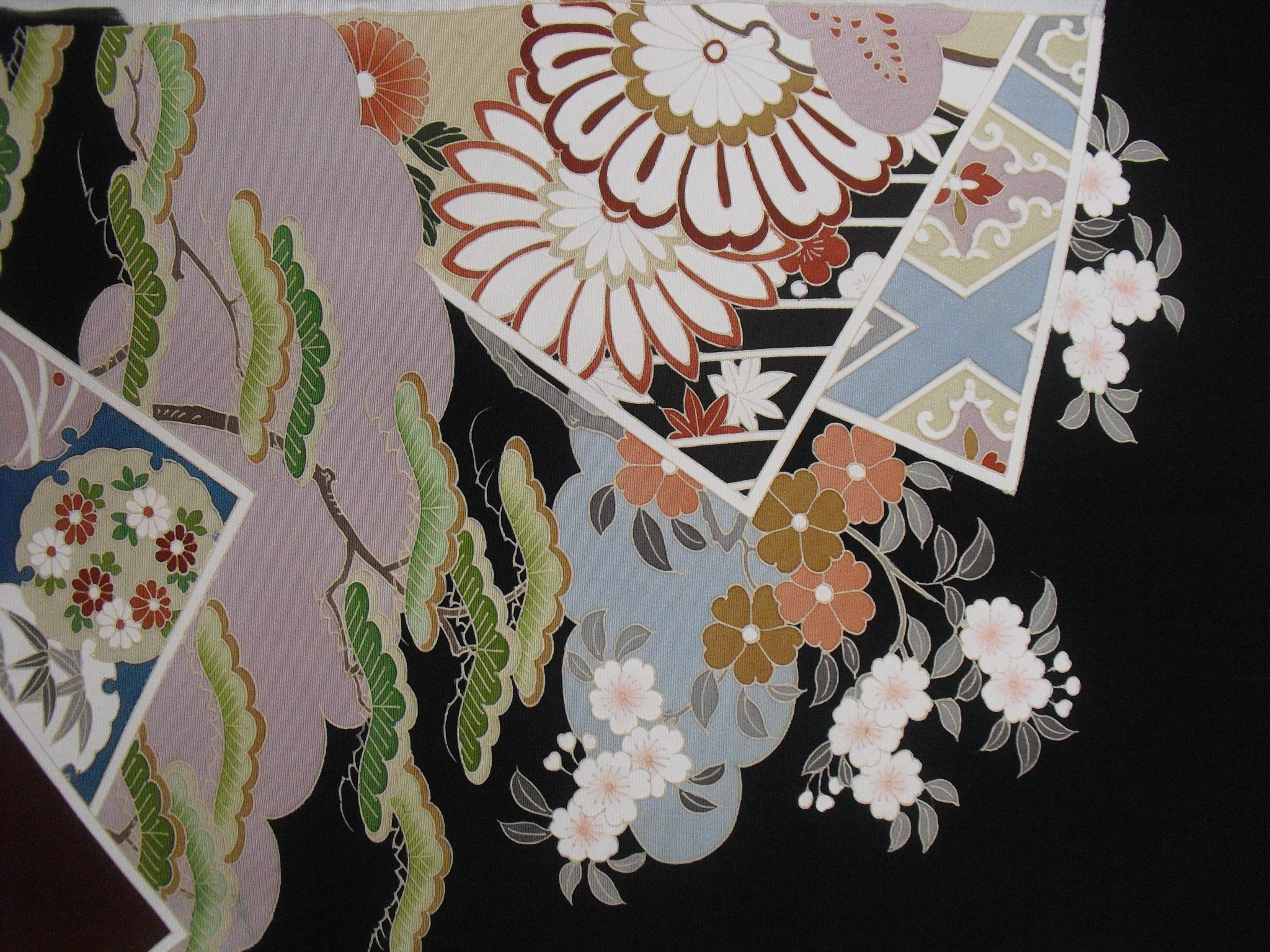
مثال على Yuzen-moyo بواسطة Hayashida Seiryu (林 田清龍)، حرفي ورسام من كيوتو (18 يونيو 1954 - 14 فبراير 2015).

قام يوزينساي بتحسين وتطوير تقنية صباغة ألبسة الكوسوده باستخدام تقنية الصبغ بخزن الغراء، وهو منتج مصنوع من معجون الأرز، مما جعل من الممكن تطوير تجارة الكوسوده (سلف لباس الكيمونو) بدءا من هذه الفترة.
سابقا، كانت ألبسة الكوسوده مزينة بالطرز، أو عن طريق خيط معقود مصبوغ مسبقا، وكانت مزينة حتى بأشكال من الاستنسل (katakanoko).
كانت تصميماته ذات شعبية كبيرة لدرجة أنها نُشرت في كتاب يسمى Yuzen-hiinagata في 1688.
أسلوب رسمه (Yuzen-dome)، الذي استخدمه على نطاق واسع الرسام نيشيكاوا سوكينوبو في بداية القرن الثامن عشر في تصاميمه لزخارف الكوسوده، وكذلك زخارفه (Yuzen-moyo)، التي لا تزال مأثرة على تقنيات الرسم اليابانية إلى اليوم.حيث يطلق على تقنية الصباغة المستخدمة لتزيين الكوسوده والكيمونو اسم Yuzen، وهي تقنية تم إتقانها بواسطة ميازاكي يوزينساي (1654-1736)، وهو رسام راهب من كيوتو. وتسمى هذه العملية yuzen، تكريما لمخترعها. حيث يتم استخدام مخروط ورقي ذو رأس معدني  بدلا من فرشاة الرسم العادية.

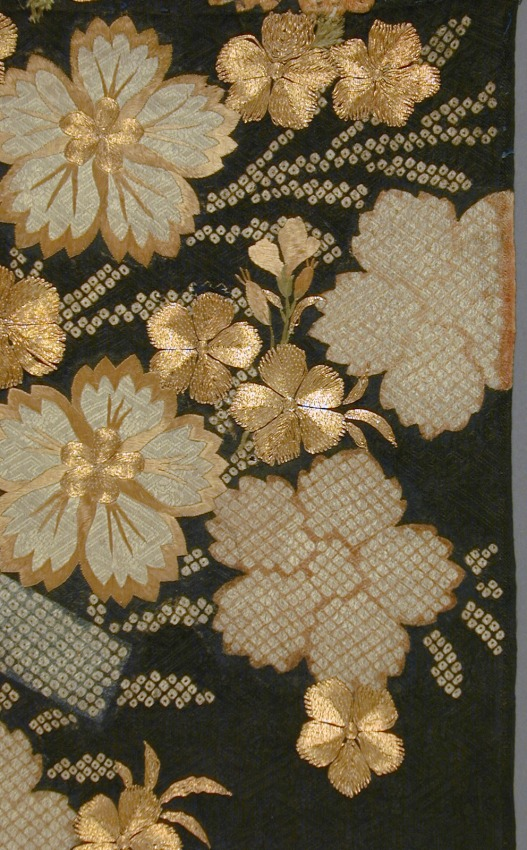
قطعة من الكوسوده، فترة إيدو

تقنية الرسم على الحرير أوالقماش هي جزء من حركة مدرسة رينبا إحدى مدارس الرسم الزخرفي الياباني الشهيرة. وأحد مشاريع الرسام نيشيكاوا سوكينوبو Nishikawa Sukenobu للحصول على كوسوده يحمل فروع من شجرة البرقوق المزهرة المستوحاة من الرسّام أوغاتا كورين Ogata korin (1658-1716).
في هذا السياق من المبدعين والجهات المثقفة، تفضل هذه التقنية نجاح الزخارف الزخرفية ذو خلفيات أدبية.

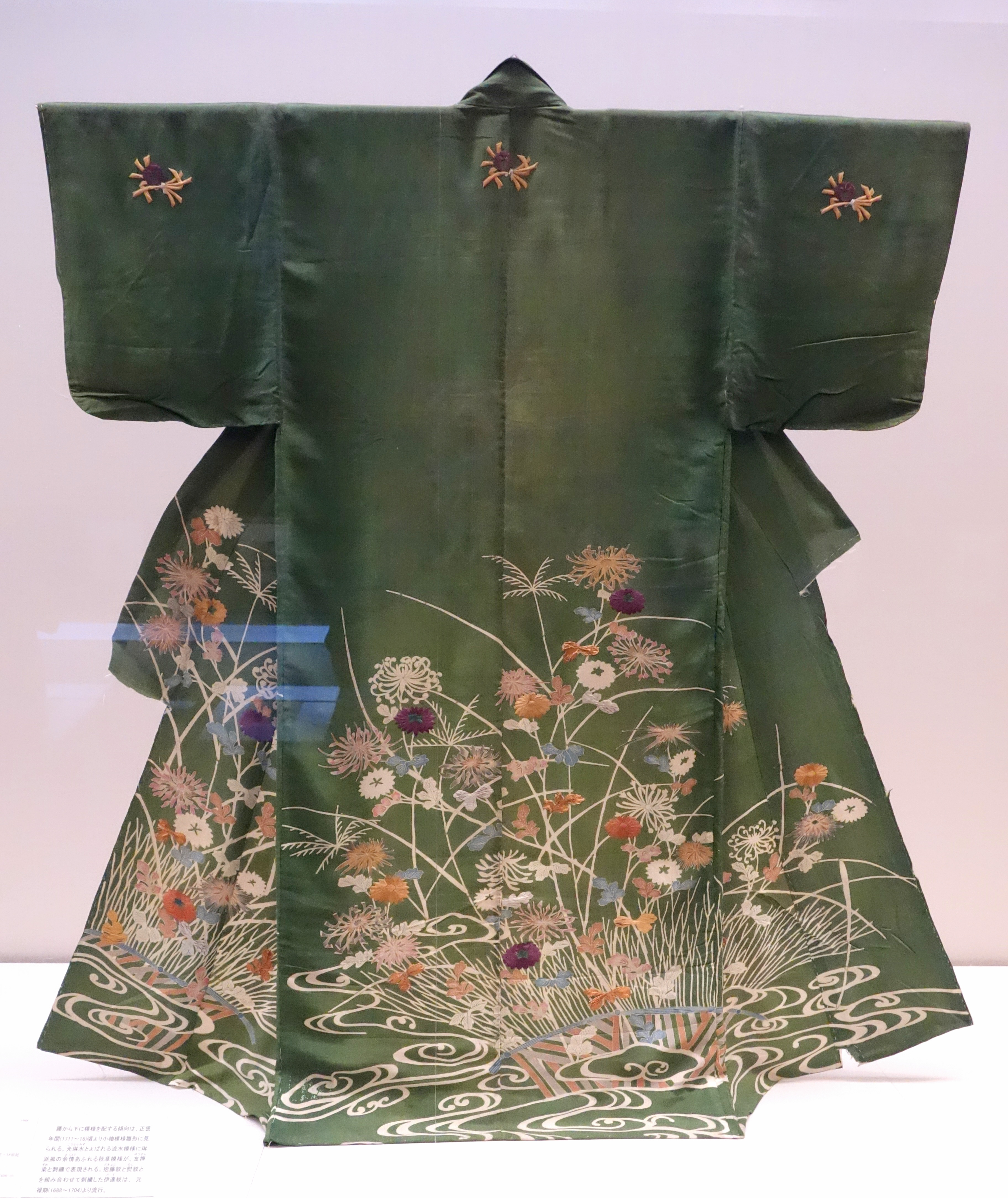
كوسوده كريب الحرير Chirimen، وزينت بطريقة Yuzen مع زهور ونباتات الخريف تسقط في الماء، على خلفية خضراء، المتحف الوطني في طوكيو.

## الزخرف
قام ميازاكي أيضًا بتزيين المراوح اليدوية بأسلوب خاص لا يزال يحمل اسمه إلى اليوم (Yûzen-ôgi).
تصاميمه للكيمونو ناسبت الرجال والنساء على حد سواء من جميع طبقات المجتمع.

## أسلوب اليوزن اليوم
إن أسلوب اليوزين الآن مطلوب من قبل عدد كبير من الرسامين اليابانيين وحرفيي الصباغة (senshoku shokunin).
تتميز تقنية اليوزين بالأنماط والزخرفات والحضور الشبه دائم للزهور، وعادة ما تكون الألوان دافئة بالإضافة إلى العديد من التدرجات في الألوان.
واحدة من الصعوبات الرئيسية في استخدام هذه التقنية هو صنع الألوان، على سبيل المثال، يجب على الحرفي طحن نوع معين من الصدف البحرية بنفسه للحصول على ظل من ظلال اللون الأبيض.